# Жувіньї-ле-Валле
Жувіньї-ле-Валле (фр. Juvigny les Vallées) — муніципалітет у Франції, у регіоні Нижня Нормандія, департамент Манш. Жувіньї-ле-Валле утворено 1 січня 2017 року шляхом злиття муніципалітетів Ла-Базож, Бельфонтен, Шассгеї, Шерансе-ле-Руссель, Жувіньї-ле-Тертр, Ле-Мені-Ренфре i Ле-Мені-Тов. Адміністративним центром муніципалітету є Жувіньї-ле-Тертр. Населення — 1681 особа (01.01.2021).